# Marathrum
Marathrum là một chi thực vật có hoa trong họ Podostemaceae.

## Loài
Chi Marathrum gồm các loài: